# التامانت (میسوری)
التامانت، میسوری (به انگلیسی: Altamont, Missouri) یک منطقهٔ مسکونی در ایالات متحده آمریکا است که در میزوری واقع شده‌است.

## خصوصیات
التامانت ۰٫۶۷ کیلومترمربع مساحت و ۲۰۴ نفر جمعیت دارد و ۳۱۲ متر بالاتر از سطح دریا واقع شده‌است.